# Obserwatorium Arecibo
Obserwatorium Arecibo – nieczynny radioteleskop o pojedynczej czaszy o średnicy 305 metrów.
Znajduje się w okolicach miejscowości Arecibo w Portoryko. Był wykorzystywany przez Cornell University, SRI International, USRA oraz Metropolitan University w Portoryko we współpracy z National Science Foundation w badaniach radioastronomicznych, atmosferycznych i radarowych. Dostęp do teleskopu był udzielany jednostkom naukowym na podstawie podań przez niezależną komisję naukową. Od 1963 do 2016 roku był radioteleskopem o największej pojedynczej czaszy na świecie.
Radioteleskop zakończył pracę 10 sierpnia 2020 roku, powodem było urwanie jednej z lin podtrzymujących platformę. 1 grudnia 2020 roku cała wisząca konstrukcja zerwała się.

## Konstrukcja

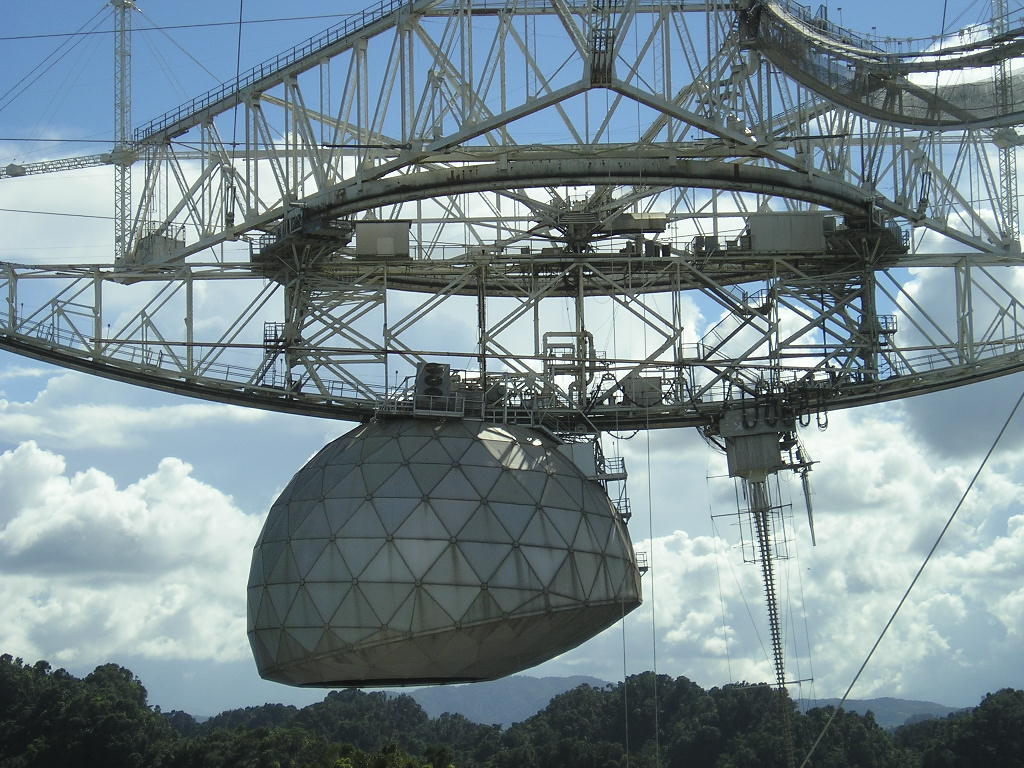
Zbliżenie na odbiornik umieszczony nad czaszą

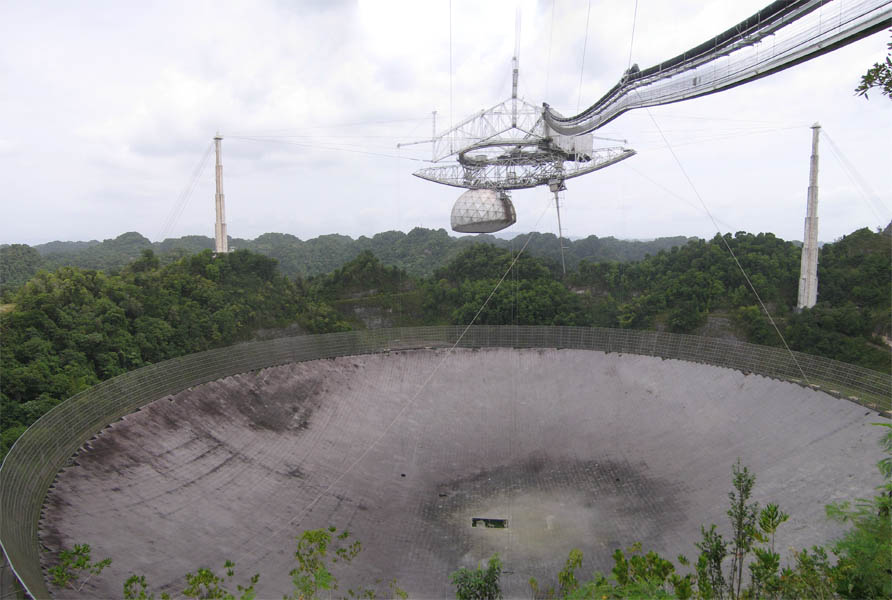
Widok na czaszę radioteleskopu

Czasza radioteleskopu została zbudowana w leju krasowym z 38 778 aluminiowych paneli o rozmiarach 1x2 metry, podtrzymywanych przez stalowe zbrojenia. Jej kształt jest sferyczny (a nie, jak w przypadku większości radioteleskopów, paraboliczny). Wynika to ze sposobu nakierowywania radioteleskopu na sygnał: czasza była nieruchoma, a przemieszczany był odbiornik. Sam odbiornik umieszczony był na 900-tonowej konstrukcji, zawieszonej na wysokości 150 metrów na 21(-2) linach podczepionych do trzech żelbetowych słupów. Zawierał drugą oraz trzecią czaszę skupiającą odbite fale na antenie. Mobilność odbiornika umożliwiała nakierowywanie radioteleskopu na dowolny punkt w stożku o rozwartości 40 stopni wokół zenitu. Położenie blisko równika pozwalało Arecibo obserwować wszystkie planety w Układzie Słonecznym (siła sygnału wystarcza do prowadzenia obserwacji co najwyżej Saturna).

## Historia
Radioteleskop działał nieprzerwanie od 1 listopada 1963 roku. W tym czasie był kilkukrotnie usprawniany. W 1974 roku dodano nowe poszycie czaszy, o lepszych parametrach odbijających. W 1997 roku zamontowano antenę typu Gregorian, zawierającą drugą i trzecią czaszę które skupiają fale radiowe w jednym punkcie. Pozwoliło to zainstalować zestaw odbiorników pokrywających pasmo 1–10 GHz (czyli fal o długości ok. od 3 do 30 cm). Jednocześnie dobudowano ekrany dookoła obserwatorium, które izolują je od fal radiowych z powierzchni (zmniejszając tym samym szumy) i zainstalowano przekaźniki o większej mocy. Przy okazji dodano kolejne liny nośne po dwie na każdą z wież, by wzmocnić istniejący system nośny, z powodu wprowadzonych modyfikacji bowiem masa urządzeń w zawieszonej konstrukcji wzrosła o ponad 250 ton.
W 2008 roku Arecibo zostało wpisane na National Register of Historic Places.
W 2016 powstał większy od niego radioteleskop FAST w Chinach. Nie oznacza to jednak, że Arecibo można wprost zastąpić radioteleskopem FAST, bowiem wyposażenie naukowe radioteleskopu w Arecibo dawało mu możliwości niedostępne dla nowej konstrukcji w Chinach. Poza nasłuchem kosmosu ośrodek posiadał bowiem możliwość nadawania sygnałów radiowych, co m.in. dawało mu możliwość działania jako swego rodzaju kosmiczny radar.
10 sierpnia 2020 o godzinie 2:45 lokalnego czasu urwała się (właściwie wysunęła się ze swojego mocowania) jedna z lin podtrzymujących zawieszoną platformę (lina należała do zestawu lin nośnych zamontowanych w 1997 roku jako modyfikacja oryginalnej konstrukcji) i spowodowała uszkodzenie w czaszy teleskopu na przestrzeni kilkunastu metrów. W trakcie spadania uszkodziła także elementy górnej czaszy z instrumentami i przekręciła platformę używaną do dostępu do kopuły. Inżynierowie badali konstrukcję i opracowywali plany jej naprawy. Pracownicy University of Central Florida – uniwersytetu, który zarządza placówką – znaleźli sposób na ustabilizowanie i zabezpieczenie teleskopu z planem prac na kilka miesięcy, ale 6 listopada nieoczekiwanie pękła jedna z głównych lin nośnych (oryginalnych), należąca do tego samego zestawu lin przynależnych do wieży T4, który uległ uszkodzeniu w sierpniu, co zniweczyło wszelkie szanse na wprowadzenie planu naprawy w życie. W tym momencie cała konstrukcja stała się niestabilna, uzyskała nieokreśloną wytrzymałość, grożąc samoistnym zawaleniem właściwie w każdej chwili. Ze względu na ryzyko z jakim dla zdrowia i życia pracowników wiązał się stan obiektu 19 listopada 2020 zdecydowano o zamknięciu obiektu i rozebraniu gigantycznej konstrukcji (o ile będzie to możliwe). Metodologia rozebrania (właściwie wyburzenia) budowli miała zostać opracowywana tak, by zachować możliwie największą części kompleksu, który w dalszym ciągu miałby służyć w celach naukowych (przy wykorzystaniu m.in. LIDAR-u) i edukacyjnych. 1 grudnia 2020 roku pękły wszystkie liny wieży T4 podtrzymujące wiszącą konstrukcję, która zawaliła się na czaszę. National Science Foundation zdecydowała, że teleskop nie zostanie odbudowany, zamiast niego w ośrodku zostanie otwarte centrum edukacyjne STEM.

## Osiągnięcia
Radioteleskop pozwolił dokonać wielu istotnych odkryć naukowych:
- 7 kwietnia 1964 roku, niecałe pół roku po uruchomieniu, zaobserwowano przy jego pomocy, że Merkury wykonuje obrót nie w 88 dni (swój rok gwiazdowy, jak wcześniej sądzono), ale w 59 dni[11].
- W 1968 roku odkrycie okresowych (33 ms) impulsów radiowych z Mgławicy Kraba dało pierwszy dowód istnienia gwiazd neutronowych[12].
- W 1974 roku Hulse i Taylor odkryli pierwszy podwójny układ pulsarów i przy jego pomocy potwierdzili obserwacyjnie poprawność teorii względności, za co dostali później Nagrodę Nobla w dziedzinie fizyki[13].
- W 1990 roku polski astronom Aleksander Wolszczan zmierzył okresy oscylacji pulsara PSR 1257+12, co pozwoliło mu odkryć krążące wokół niego trzy pierwsze planety pozasłoneczne[14].
- W styczniu 2008 roku, dzięki obserwacji spektroskopii radiowej, w galaktyce Arp 220 wykryto prebiotyczne cząsteczki metaiminy i cyjanowodoru[15].

## Inne zastosowania
W Arecibo przeprowadzano naziemne doświadczenia aeronomiczne wspierane przez NASA, m.in. Coqui 2. Teleskop był również wykorzystywany przez wywiad Stanów Zjednoczonych do określania pozycji stacji radarowych ZSRR na podstawie sygnałów odbitych od Księżyca. W 1974 roku przy jego pomocy wyemitowano w kierunku Gromady Herkulesa wiadomość skierowaną do potencjalnych obcych. Był głównym źródłem danych dla projektu poszukiwania cywilizacji pozaziemskich SETI@home.

## Lista dyrektorów
- 1960–1965 – dr William E. Gordon (Cornell University)
- 1965–1966 – dr John W. Findlay (University of Cambridge)
- 1966–1968 – dr Frank Drake (Harvard University)
- 1968–1971 – dr Gordon Pettengill (Uniwersytet Kalifornijski w Berkley)
- 1971–1973 – dr Tor Hagfors (Uniwersytet w Oslo)
- 1973–1982 – dr Harold D. Craft Jr. (Cornell University)
- 1982–1987 – dr Donald B. Campbell (Cornell University)
- 1987–1988 – dr Riccardo Giovanelli (Uniwersytet Boloński)
- 1988–1992 – dr Michael M. Davis (Uniwersytet w Lejdzie)
- 1992–2003 – dr Daniel R. Altschuler (Brandeis University)
- 2003–2006 – dr Sixto A. González (Utah State University)
- 2006–2007 – dr Timothy L. Hankins (University of California, San Diego)
- 2007–2008 – dr Robert B. Kerr (University of Michigan)
- 2008–2011 – dr Michael C. Nolan (University of Arizona)
- 2011–2015 – dr Robert B. Kerr (University of Michigan)
- od 2016 – dr Francisco Córdova (University of Michigan)

## W popkulturze
Dzięki swym rozmiarom obserwatorium jest rozpoznawalne na całym świecie i zostało wykorzystane w filmach, książkach i grach wideo:
- W grze Battlefield 4 mapa w trybie wieloosobowym „Wroga Transmisja” została stworzona na bazie obserwatorium Arecibo.
- Pierwsza scena z powieści Arthura C. Clarke’a 2010: Odyseja kosmiczna mocno sugeruje, że akcja toczy się w tym obserwatorium. Jednak w adaptacji książki z 1984 roku scena ta została sfilmowana w Very Large Array w Socorro.
- Radioteleskop był również inspiracją dla obserwatorium przedstawionego z gry Just Cause 2.
- W odcinku „Little green men” serialu Z archiwum X Fox Mulder przebywa w obserwatorium Arecibo.
- W filmie Kontakt, na podstawie powieści Carla Sagana, główna bohaterka pracuje w obserwatorium przy projekcie SETI.
- Obserwatorium zostaje wykorzystane jako filmowa lokacja w GoldenEye oraz w grze na Nintendo 64 GoldenEye 007.
- Obserwatorium przedstawiono w filmie Gatunek, w powieści Jamesa Gunna Słuchacze, książce Roberta J. Sawyera Rollback oraz w filmie The Losers: Drużyna potępionych.
- W serialu Cosmos: A Personal Voyage w odcinku 12. „Encyclopedia Galactica” przedstawiono radioteleskop Arecibo.